# The Fighting Streak
The Fighting Streak is een Amerikaanse western uit 1922. Het is een verfilming van de roman Free Range Lanning uit 1921 van Max Brand onder het pseudoniem George Owen Baxter. In Nederland werd voor deze western zowel de titel Tom wil niet vechten als Tom Mix als vechtjas gebruikt. De stomme film is bewaard gebleven en ligt in het BFI National Film and Television Archive in Londen.

## Verhaal
De vredelievende smid Andrew Lanning (Tom Mix) wordt door vechtjas Bill Dozier (Sid Jordan) uitgedaagd voor een gevecht. Denkende dat hij hem heeft vermoord, vlucht Andrew de heuvels in. Op zijn weg daar naartoe redt hij de lieftallige Ann Withero (Patsy Ruth Miller) van een groep weglopers. Maar Ann's verloofde Charles Merchant (Gerald Pring) vindt het helemaal niets dat zij de smid bewondert. Hij looft een beloning uit van $ 5.000,- voor degene die Andrew te pakken weet te krijgen, dood of levend - bij voorkeur dood. Andrew weet zijn goede naam te herstellen en wordt in de stad opgewacht door Ann, die Charles de bons heeft gegeven.

## Rolverdeling
| Acteur            | Personage        |
| ----------------- | ---------------- |
| Tom Mix           | Andrew Lanning   |
| Patsy Ruth Miller | Ann Withero      |
| Gerald Pring      | Charles Merchant |
| Al Fremont        | Jasper Lanning   |
| Sid Jordan        | Bill Dozier      |
| Bert Sprotte      | Hal Dozier       |
| Bob Fleming       | Chick Heath      |